# 伊朗軍事
伊朗伊斯兰共和国的武装力量（波斯語：نيروهای مسلح جمهوری اسلامی ايران）由伊朗伊斯兰共和国军队（波斯語：ارتش جمهوری اسلامی ایران） 、伊斯蘭革命衛隊（波斯語：سپاه پاسداران انقلاب اسلامی）、伊朗伊斯兰共和国执法力量（波斯語：نيروی انتظامی جمهوری اسلامی ایران）三部分组成。目前伊朗的军事力量有100万人，其中军队有55万人，伊斯兰革命卫队有12万人，伊朗警察有30万人。伊朗另外还有動員兵（巴斯基）的設置，巴斯基在名義上歸伊朗伊斯蘭革命衛隊管轄，它類似于美国的国民警卫队。外界关于巴斯基的人數有争议，伊朗內部消息號稱有1260萬人隨時可動員，包含女性，其中300萬人有基本戰力。伊朗2018年军费支出为539.312兆里亚尔，占政府财政的15.8%，占GDP的2.7%，折合131.94亿美元，为沙特阿拉伯军费的19.5%，以色列的83%，美国的2%。
武裝部隊的所有分支都由伊朗武裝部隊總參謀部指揮。在國防和軍隊物流部負責規劃的物流和軍隊的資金，並沒有參與在這領域的軍事作戰指揮。武裝部隊的總司令是最高領袖，總統是副司令。

## 简介
伊朗軍事的特殊之處在於有兩套軍隊，軍隊和革命衛隊，各自有陸海空三軍，而革命衛隊的武器和架構都較小，角色相當於憲兵、民兵、祕密警察的混合體，類似御林軍或禁衛軍。革命衛隊的成員宗教色彩都更激進更忠誠，在社會上也握有自己的經濟體系所以成員生活較優渥，且全體衛隊成員都直接聽命於最高宗教精神領袖何梅尼及哈梅內伊之親自裁示，不受任何一種政府機關(如國防部等等)所約束、指揮之；且在軍隊叛變時革命衛隊可以直接接管叛變的軍隊。而在電信、銀行、建築等社會較大金額流動的要害部門，都會有革命衛隊成員親自出席董事會；甚至到最後還會因此演變成目前其他國內外廠商、建商各路欲在伊朗境內投資設廠/建設伊朗案，都由革命衛隊來實質掌控、杯葛干預、強行阻撓、親自接管之，沒有革命衛隊的批准不能做出任何重大維新決策。
雖然伊朗最高軍銜和大多數國家一樣為上將，但在目前少將是現任伊朗軍官最高軍階，一般情形下不會有中將以上軍階。

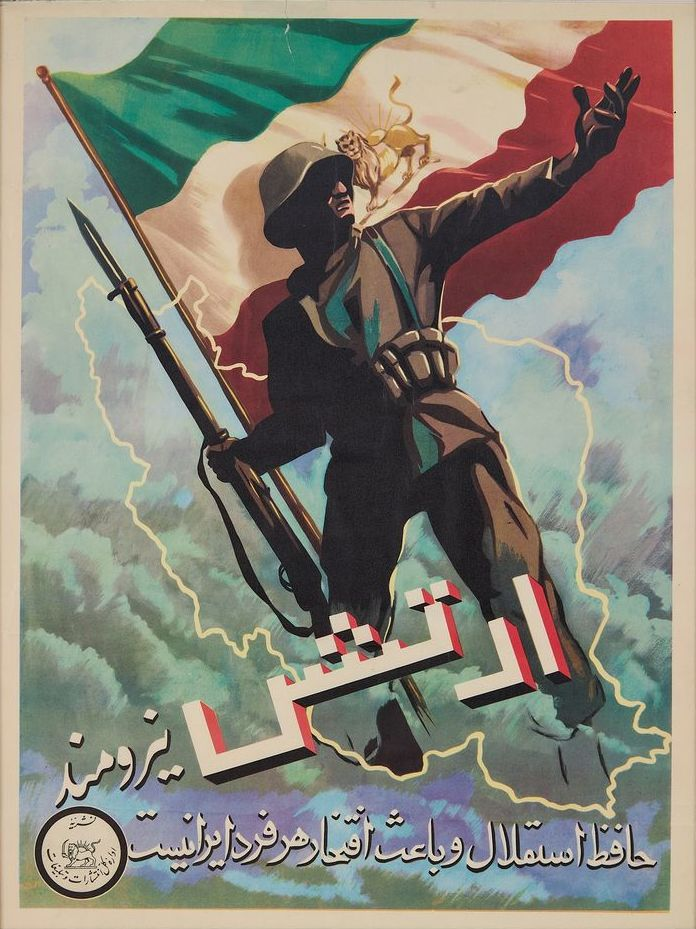
伊朗军事海报(1960)

### 伊朗伊斯蘭共和國軍隊

#### 规模
伊朗伊斯蘭共和國軍隊由伊朗陆军、伊朗海军、伊朗空军、伊朗防空军四大军种组成。伊朗武装力量目前大约有55万人，其中陆军46.5万人，海军2.8万人，空军5.2万人，防空军1.8万人。

#### 裝備历史

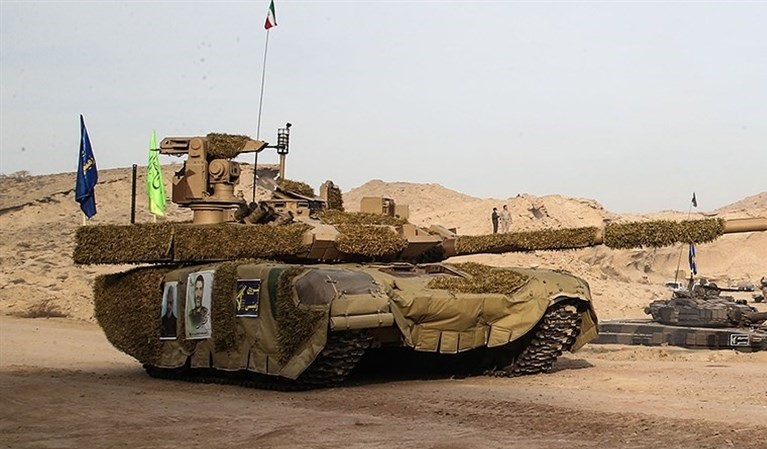
卡拉爾主戰坦克配有新型無人機槍塔

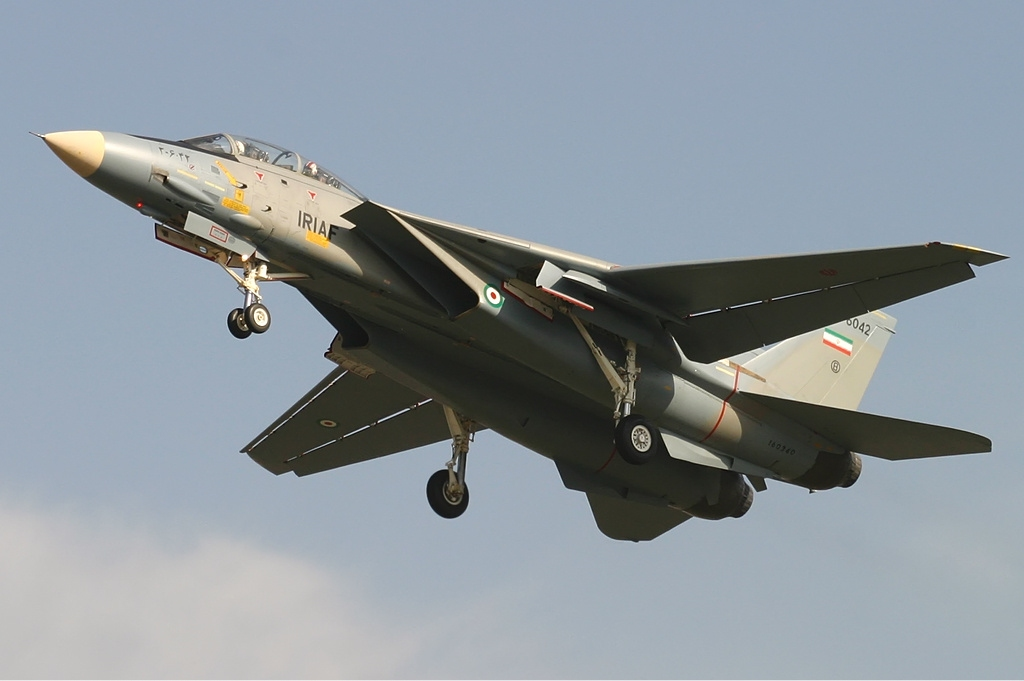
與美國蜜月期購得的F-14A

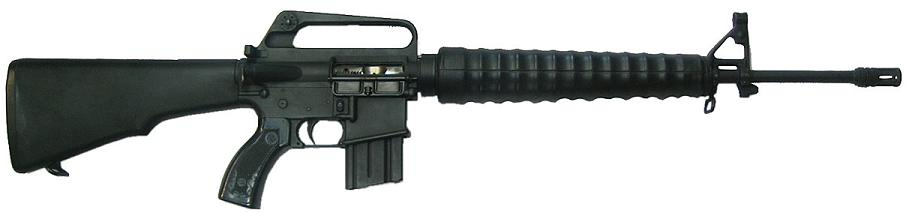
伊朗使用的CQ突擊步槍(S.5'56)

在巴勒維王朝時期，當時伊朗從当时的盟友美國引入了F-14、F-4、F-5、AH-1等美式軍備，原本美國也為伊朗設計了紀德級驅逐艦（最後全部四艘轉售給中華民國）。後來何梅尼發動伊朗伊斯蘭革命與伊朗人質危機，導致美國與伊朗斷交，連帶使得伊朗原有的美製軍備的保修、訓練與後勤補給遭到中斷；在此同時，何梅尼政權開始倒向前蘇聯與中華人民共和國，並從中蘇兩國引入武器、技術與顧問。由於伊朗的F-4、F-5、F-14、AH-1等美製軍備缺乏美國原廠的保修與後勤補給，伊朗當局就展開了「自給自足」運動，將零件國產化，並展開了基於逆向工程的仿製技術，製作出閃電80戰鬥機等自製軍備。
在兩伊戰爭期間，鄰國伊拉克的海珊政權跟伊朗何梅尼政權一樣，不約而同地從中蘇兩國引進軍火、技術和顧問。之後在波斯灣戰爭中，部分伊拉克飛行員為了躲避戰火而叛逃到伊朗，而這些前伊拉克空軍的軍機也跟著被伊朗接收，如伊朗原本沒有的Su-24與幻象F1型戰鬥機等等。 
現今由於伊朗與中华人民共和国、俄罗斯联邦友好但與美國敵對的緣故，這兩國已經成為伊朗軍火的最大輸入源，而伊朗也著手研發核武器、彈道飛彈和巡弋飛彈，大多沿襲自中华人民共和国、俄罗斯联邦與朝鲜民主主义人民共和国的技術。

### 伊斯兰革命卫队
1979年2月，伊朗王国爆发伊斯兰革命，伊朗伊斯兰共和国成立，1979年5月5日，伊斯兰革命委员会决定在反对巴列维政权的各种准军事武装基础上成立伊朗伊斯兰革命卫队。伊斯兰革命卫队直接受最高精神领袖指挥，不受伊朗国防和军队部指挥。
伊朗伊斯兰革命卫队的规模为12万人，其中陆军约10万人，编有13个步兵师、两个装甲师及15—20个独立旅，伊斯蘭革命衛隊海軍约2万人，以5个岛屿为基地，装备有45艘武装小艇。岸防部队编有炮兵和地地导弹连，现统一由海军指挥。
| 種類     | 陸軍    | 防空兵 | 空軍   | 海軍   | 民兵   | 特工   | 總估計  |
| -------- | ------- | ------ | ------ | ------ | ------ | ------ | ------- |
| 正規軍   | 350,000 | 15,000 | 37,000 | 18,000 | 不適用 | 不適用 | 420,000 |
| 革命衛隊 | 150,000 | 15,000 | 15,000 | 20,000 | 40,000 | 5,000  | 230,000 |
| 總估計   | 500,000 | 67,000 | 67,000 | 38,000 | 40,000 | 5,000  | 650,000 |

## 伊朗核問題
1980年，美伊斷交，美國多次指責伊朗秘密發展核武器。2003年初，伊朗宣布提煉出核電站燃料鈾，2006年4月11日，伊朗宣布已成功生產出純度3.5％的低純度濃縮鈾，成為國際核八強之一。同時伊朗也試射了有核武搭載能力的流星3型飛彈該彈是伊朗於1980年代後期開始自行研製的中程戰略飛彈，利用主要採用俄羅斯飛彈技術的朝鮮勞動1彈道飛彈為基礎上研發的。

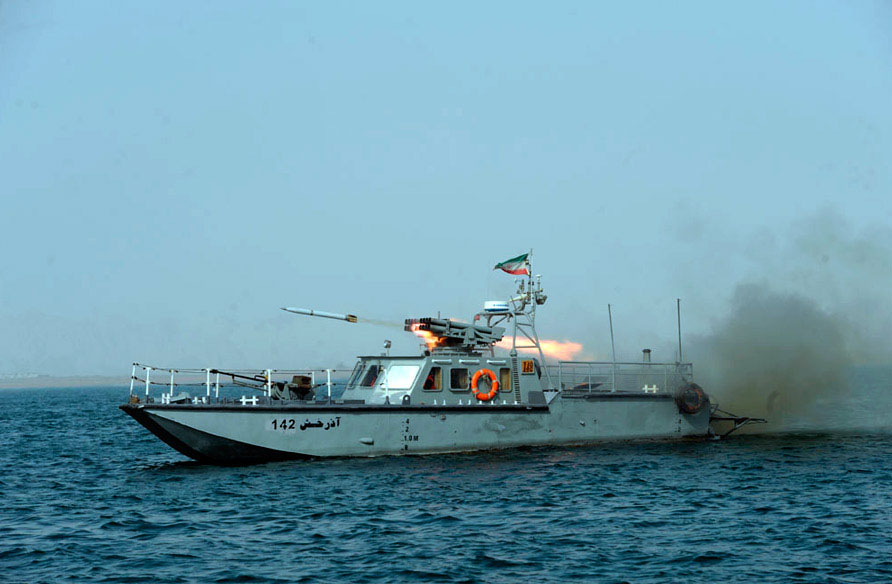
Velayat-90飛彈艇

## 軍備列表

### 海上
| 潛艇                 |          |            |
| 船型                 | 原產國   | 已知現有數 |
| 基洛級潛艇           | 蘇聯     | 3          |
| 鯊魚級潛艇 (朝鮮)    | 朝鮮     | 1          |
| 征服者級潛艇         | 自製     | 至少3      |
| 加迪爾微型潛艇       | 自製     | 至少21     |
| 納杭級微型潛艇       | 自製     | 至少1      |
| 游泳者15水雷潛艇     | 自製     | 至少5      |
| 軍艦                 |          |            |
| 拜楊德級護衛艦       | 自製     | 2          |
| 哈瑪斯級護衛艦       | 自製     | 1          |
| 穆奇級巡防艦         | 自製     | 3          |
| 卡曼級巡邏艇         | 法國     | 13         |
| 席娜級巡邏艇         | 自製     | 5          |
| 哈汀加級巡邏艇       | 自製     | 至少11     |
| 凱雯級巡邏艇         | 自製     | 4          |
| 微型飛彈衝鋒舟       | 自製     | 至少55     |
| 代爾瓦級運補艦       | 巴基斯坦 | 5          |
| ARD級維修船          | 美國     | 2          |
| 班德阿巴斯級運補艦   | 德國     | 3          |
| 霍爾姆茲24型登陸艦   | 南韓     | 3          |
| 哈甘型登陸艦         | 自製     | 4          |
| 卡巴拉型登陸艦       | 自製     | 8          |
| 威靈頓氣墊船(民改軍) | 英國     | 6          |
| SR.N6氣墊船(民改軍)  | 英國     | 3          |
| 簡易步兵登陸船       | 自製     | 至少4      |

### 空中
| 戰機                                |        |                  |
| 機型                                | 原產國 | 已知現有數       |
| Su-35戰鬥機                         | 俄國   | 4                |
| F-14A                               | 美國   | 36（已戰損5架）  |
| F-5戰鬥機                           | 美國   | 102（已戰損2架） |
| F-4幽靈II戰鬥機                     | 美國   | 72               |
| 米格-19战斗机(FT-6)                 | 蘇聯   | 15               |
| 米格-29B/UB战斗机                   | 蘇聯   | 40               |
| 苏-24MK攻击机                       | 蘇聯   | 36               |
| 幻影F1EQ/BQ战斗机                   | 法國   | 12               |
| 歼-7战斗机(FT-7)                    | 中國   | 48               |
| 伊朗閃電戰鬥機                      | 自製   | 12               |
| 直升機                              |        |                  |
| CH-47C                              | 美國   | 45               |
| CH-53直升機                         | 美國   | 6                |
| UH-1直升机                          | 美國   | 未知             |
| SH-3海王直昇機                      | 美國   | 8                |
| 2091 頭帆直升機(仿AH-1眼鏡蛇直升機) | 自製   | 未知             |
| 沙赫德278                           | 自製   | 10               |
| 沙赫德285                           | 自製   | 未知             |
| 運輸機/支援機                       |        |                  |
| C-130E/H运输机                      | 美國   | 24               |
| P-3F海上巡逻机                      | 美國   | 6                |
| 伊尔-76MD运输机                     | 蘇聯   | 至少6            |
| 伊尔-76AEW运输机                    | 蘇聯   | 至少2            |
| 福克F27运输机                       | 荷蘭   | 至少3            |
| 渦輪指揮官680交通機                 | 美國   | 未知             |
| 候鳥無人機                          | 自製   | 未知             |
| 沙哈129無人機                       | 自製   | 未知             |
| 馬拉杰532無人機                     | 自製   | 未知             |

### 陸上
| 坦克                |              |                |
| 車型                | 原產國       | 已知現有數     |
| 酋长主战坦克        | 英國         | 110            |
| M48A5主战坦克       | 美國         | 168            |
| M60A3主战坦克       | 美國         | 950            |
| T-62主战坦克        | 俄國         | 75             |
| T-72主战坦克        | 俄國授權自製 | 500-1000       |
| 59式主战坦克        | 中國         | 未知           |
| 69式主战坦克        | 中國         | 估計140        |
| 佐勒菲卡爾主戰坦克  | 自製         | 各型號加總1100 |
| 卡拉爾主戰坦克      | 自製         | 估计800        |
| 装甲车              |              |                |
| M113A1/A2装甲运兵车 | 美國/自仿    | 至少200        |
| FV101蝎子侦察车     | 英國         | 至少200        |
| BMP-1步兵战车       | 蘇聯/自仿    | 未知           |
| BMP-2步兵战车       | 蘇聯/自仿    | 未知           |
| BTR-50装甲运兵车    | 俄國         | 未知           |
| BTR-60PB装甲运兵车  | 俄國         | 未知           |
| EE-11裝甲車         | 巴西         | 未知           |
| EE-9裝甲車          | 巴西         | 35             |
| Tosan土珊侦察车     | 自製         | 未知           |
| Toofan土梵四輪车    | 自製         | 未知           |

| 火砲                             |        |          |
| 炮型                             | 原產國 | 射程     |
| M-1978自行火炮                   | 北韓   | 15公里   |
| 54式牽引炮                       | 中國   | 11公里   |
| 59式牽引炮                       | 中國   | 35公里   |
| 60式牽引炮                       | 中國   | 23公里   |
| M115榴彈炮                       | 美國   | 16公里   |
| M109自走砲                       | 美國   | 20公里   |
| M110自走砲                       | 美國   | 29公里   |
| 2S1自行火炮                      | 蘇聯   | 17公里   |
| 雷霆-1自行火炮                   | 自製   | 15公里   |
| 雷霆-2自行火炮                   | 自製   | 20公里   |
| 弹道导弹                         |        |          |
| 法塔赫-110短程弹道导弹           | 自製   | 300公里  |
| 流星-1短程弹道导弹               | 自製   | 350公里  |
| 流星-2短程弹道导弹               | 自製   | 750公里  |
| 流星3型飛彈                      | 自製   | 1300公里 |
| 法塔赫高超音速弹道导弹           |        | 1400公里 |
| 「烈士卡希姆」（Haj Qassem）飛彈 |        | 1400公里 |
| “城堡破壞者”多彈頭彈道導彈       |        | 1650公里 |
| 流星4型飛彈                      | 自製   | 2200公里 |
| 黎明-3中程弹道导弹               | 自製   | 2000公里 |
| 泥石导弹                         |        |          |
| 阿术拉节中程弹道导弹             | 自製   | 2500公里 |
| 沙捷爾中程弹道导弹导弹           | 自製   | 2500公里 |
| 防空导弹                         |        |          |
| 2K12地对空导弹                   | 俄國   | 24公里   |
| MIM-23地对空导弹                 | 美國   | 40公里   |
| S-75地对空导弹                   | 俄國   | 45公里   |
| S-300地对空导弹                  | 俄國   | 200公里  |
| 平射导弹                         |        |          |
| C-704反艦飛彈(Nasr)              | 中國   | 35公里   |
| C-802反艦飛彈(Noor)              | 中國   | 180公里  |
| 扎法反艦飛彈                     | 自製   | 25公里   |
| 吉哈德反艦飛彈                   | 自製   | 300公里  |
| 芮哈德反艦飛彈                   | 自製   | 360公里  |
| 阿布馬哈巡弋飛彈                 | 自製   | 1000公里 |

| 手槍                   |                   |                 |
| PC-9 ZOAF              | M1911A1           | 自製左輪        |
| 步槍                   |                   |                 |
| MPT-9衝鋒槍            | 烏茲衝鋒槍        | CQ突擊步槍      |
| Khaybar KH2002突擊步槍 | AKM突擊步槍       | AK-103突擊步槍  |
| PM md.63/65步槍        | 56式自動步槍      | KL-7.62突擊步槍 |
| KL-7.62突擊步槍        | MPI-KM突擊步槍    | HK G3A6自動步槍 |
| 狙擊槍                 |                   |                 |
| Nakhjir狙擊槍          | 斯泰爾HS.50狙擊槍 | Shaher狙擊槍    |
| Taktab狙擊步槍         |                   |                 |
| 機槍                   |                   |                 |
| RPK輕機槍              | MGA3通用機槍      | PKM-T80通用機槍 |
| MGD重機槍              |                   |                 |
| 反坦克                 |                   |                 |
| RPG-7火箭筒            | 69式火箭筒        | 颱風反坦克導彈  |
| RPG-29火箭筒           |                   |                 |

## 图集

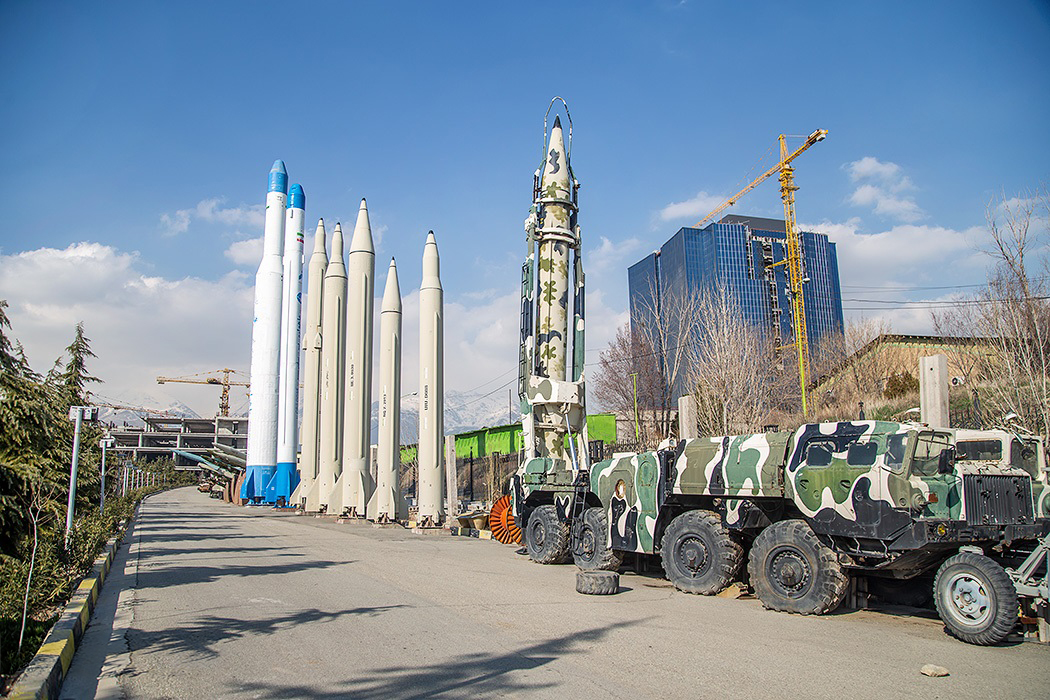
展示場的多種彈道飛彈
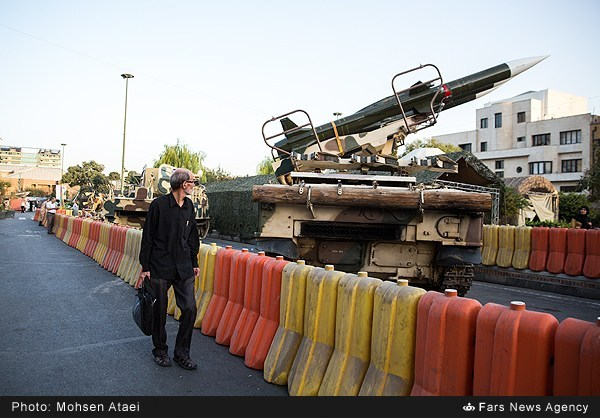
2016年的伊朗防空導彈於街頭
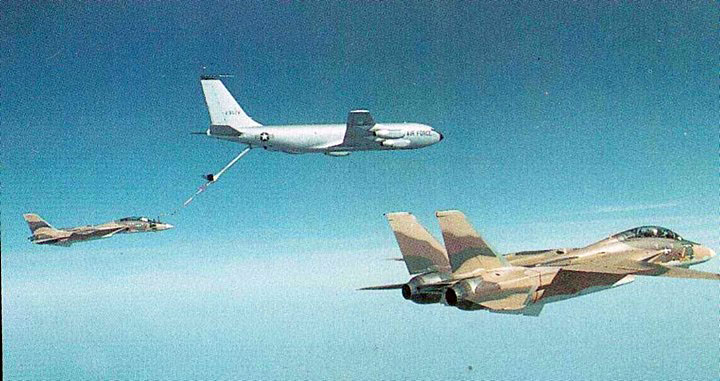
巴勒維時代還與美國友好時，美加油機替伊朗F-14加油
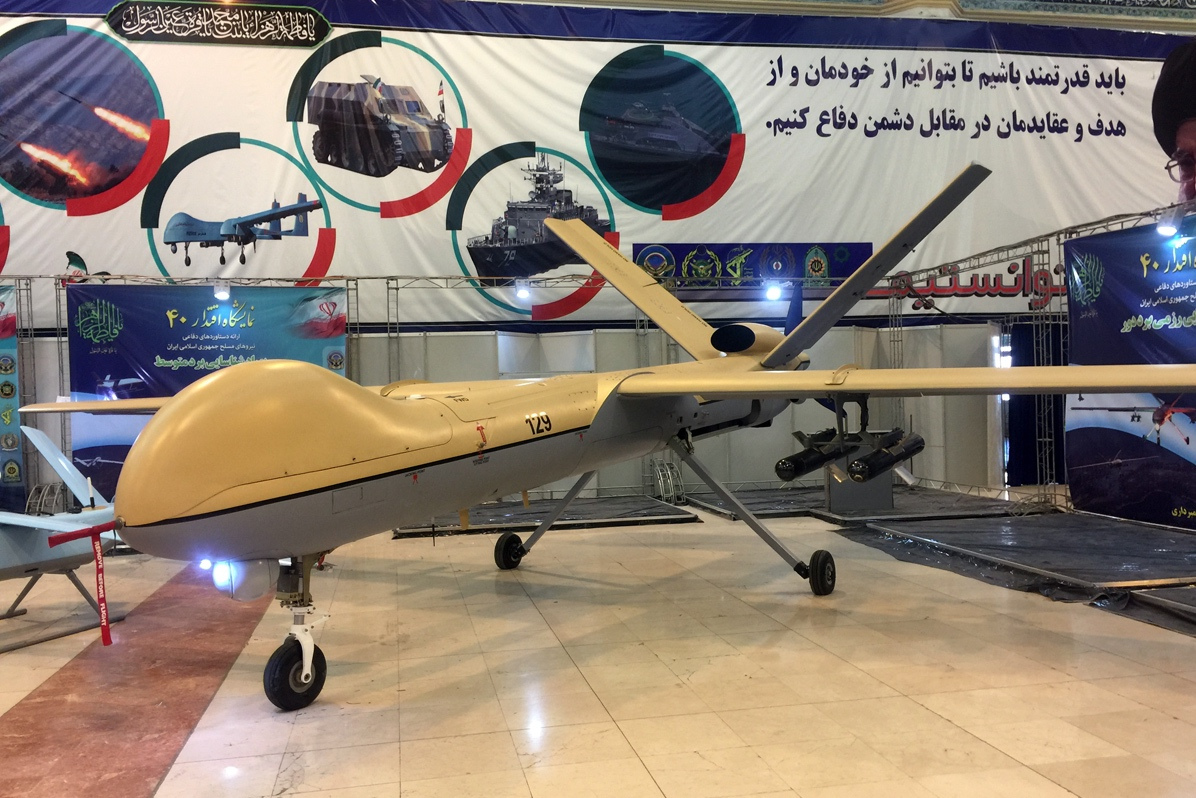
沙哈129
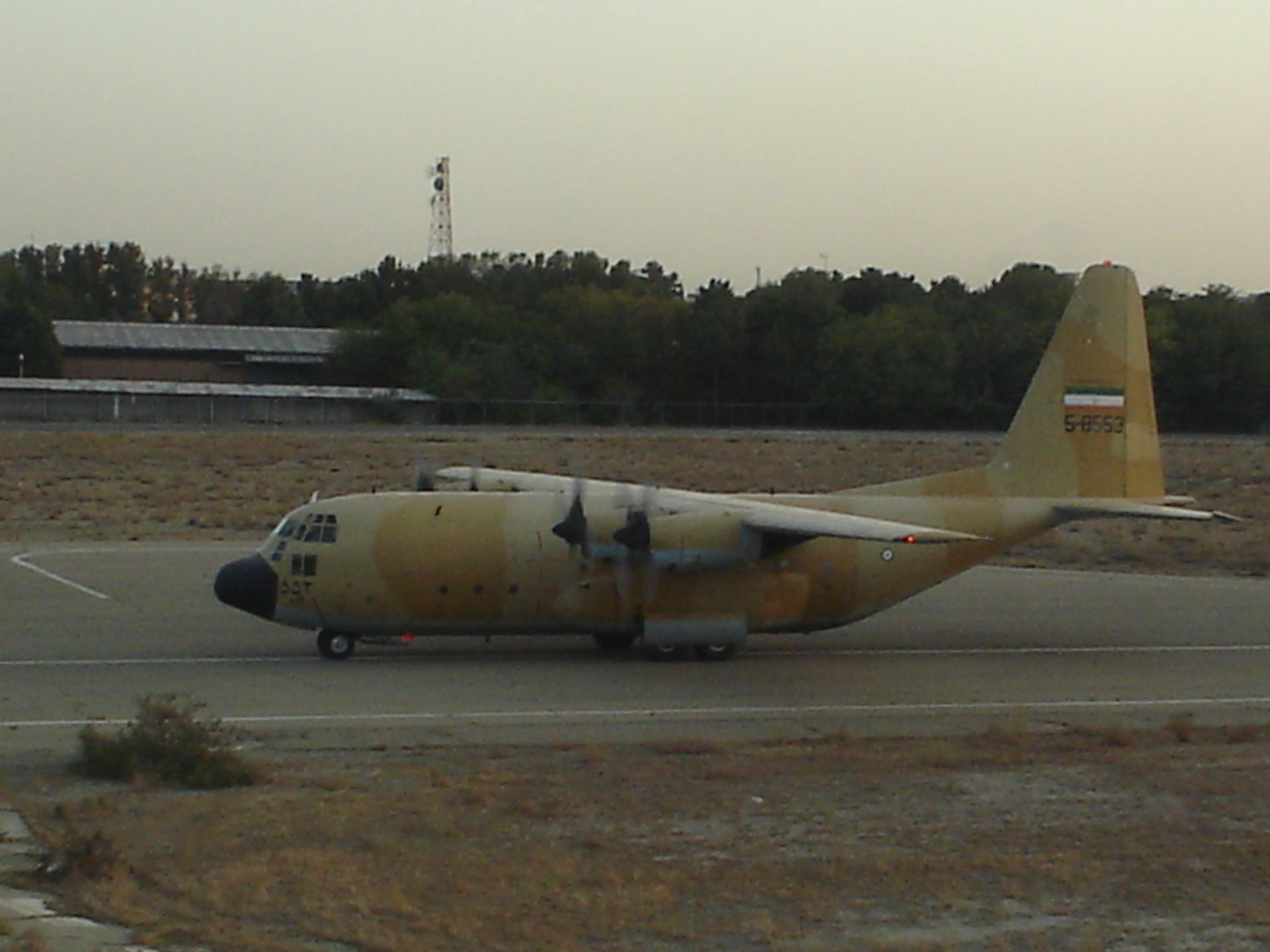
C-130運輸機
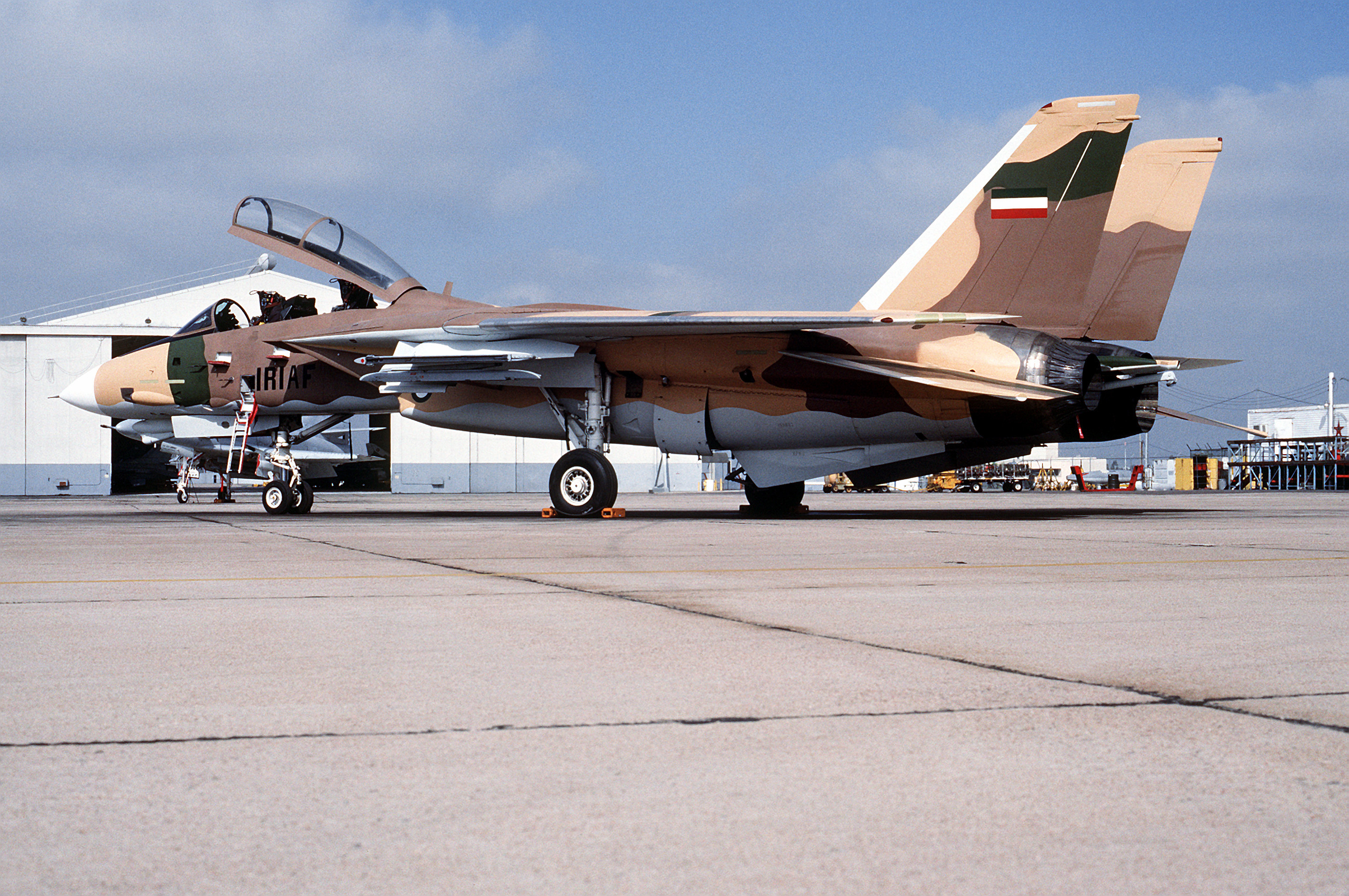
伊朗有約75架F-14並有自行研發的整補零件
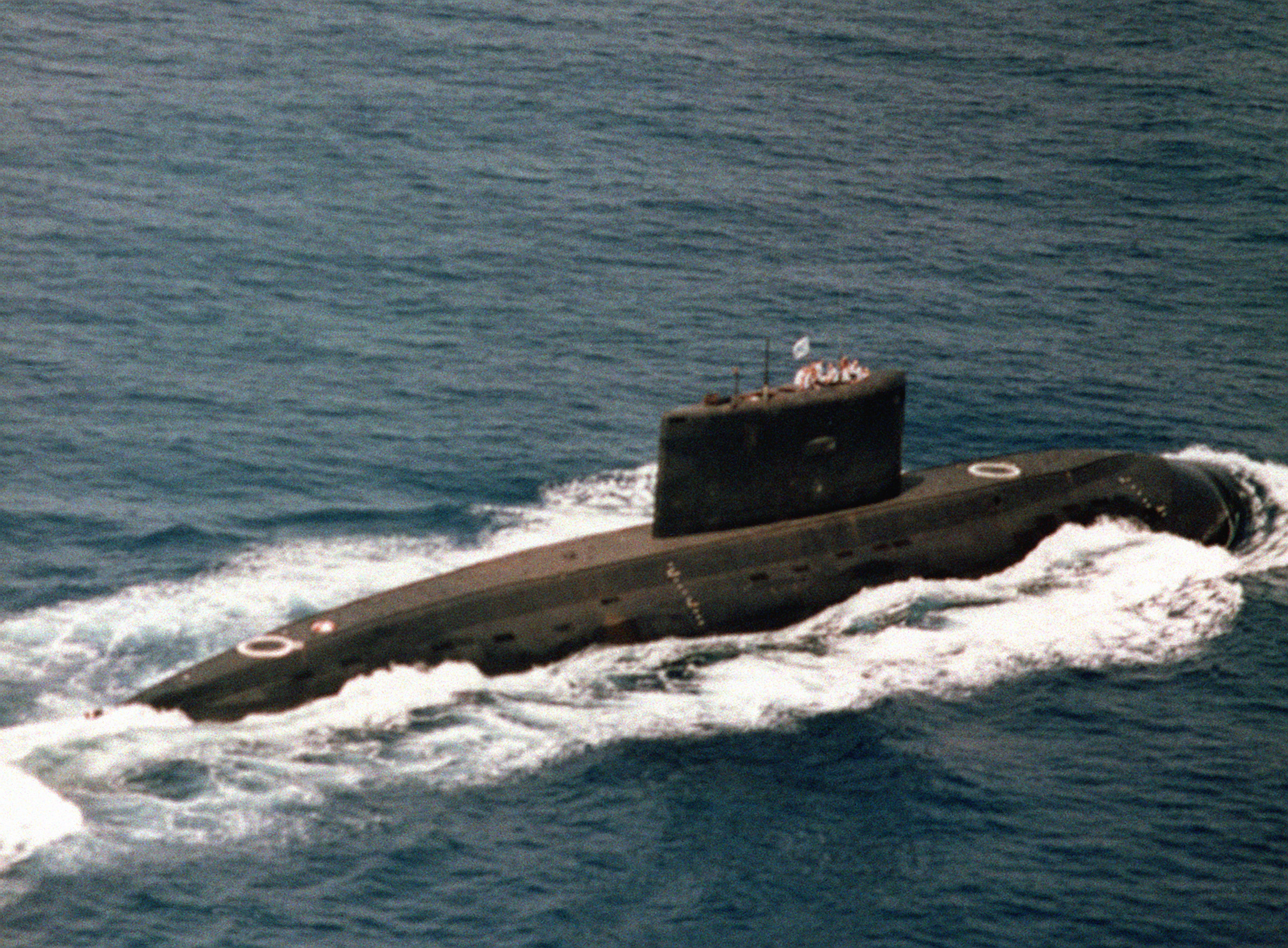
海軍有三艘俄製基洛級
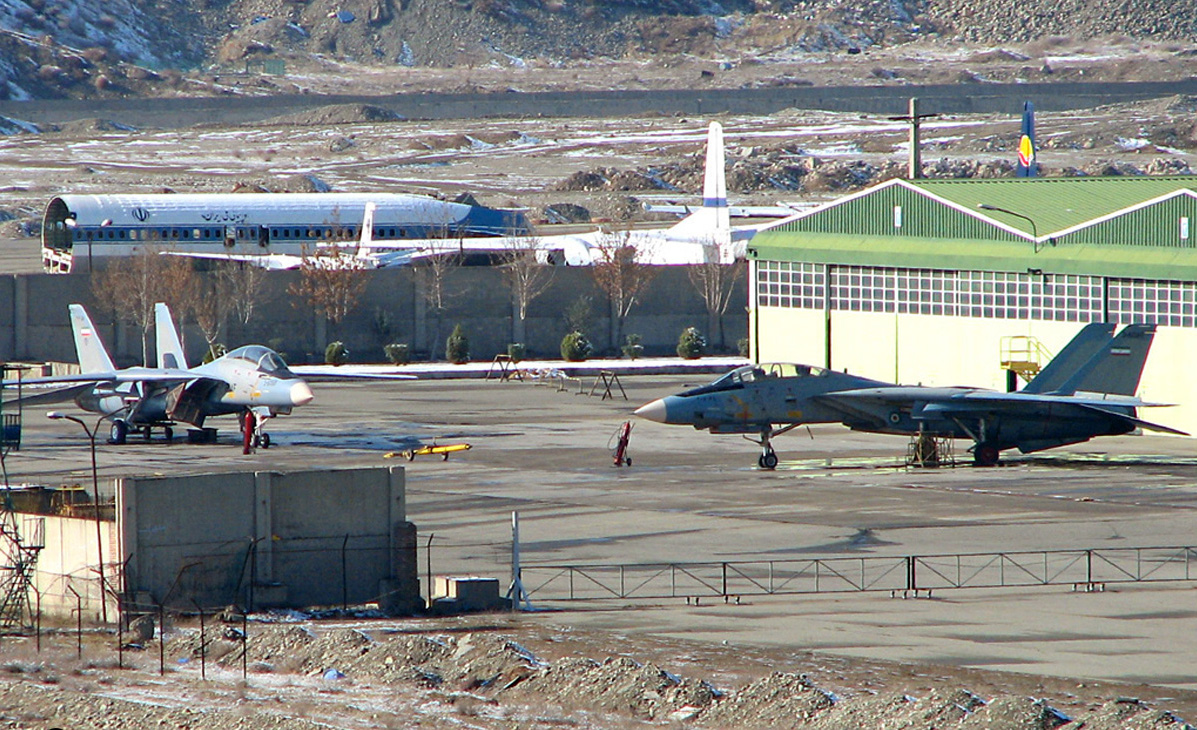
伊朗Mehrabad軍事基地的機庫跑道
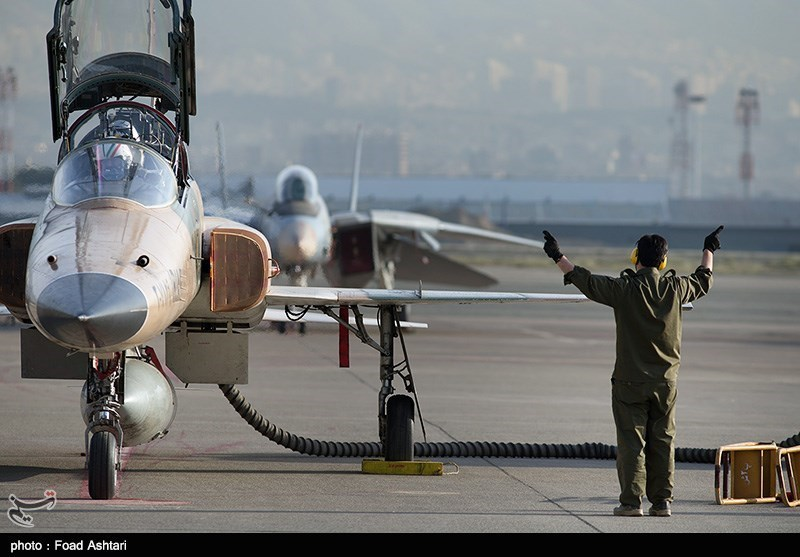
F-5戰機
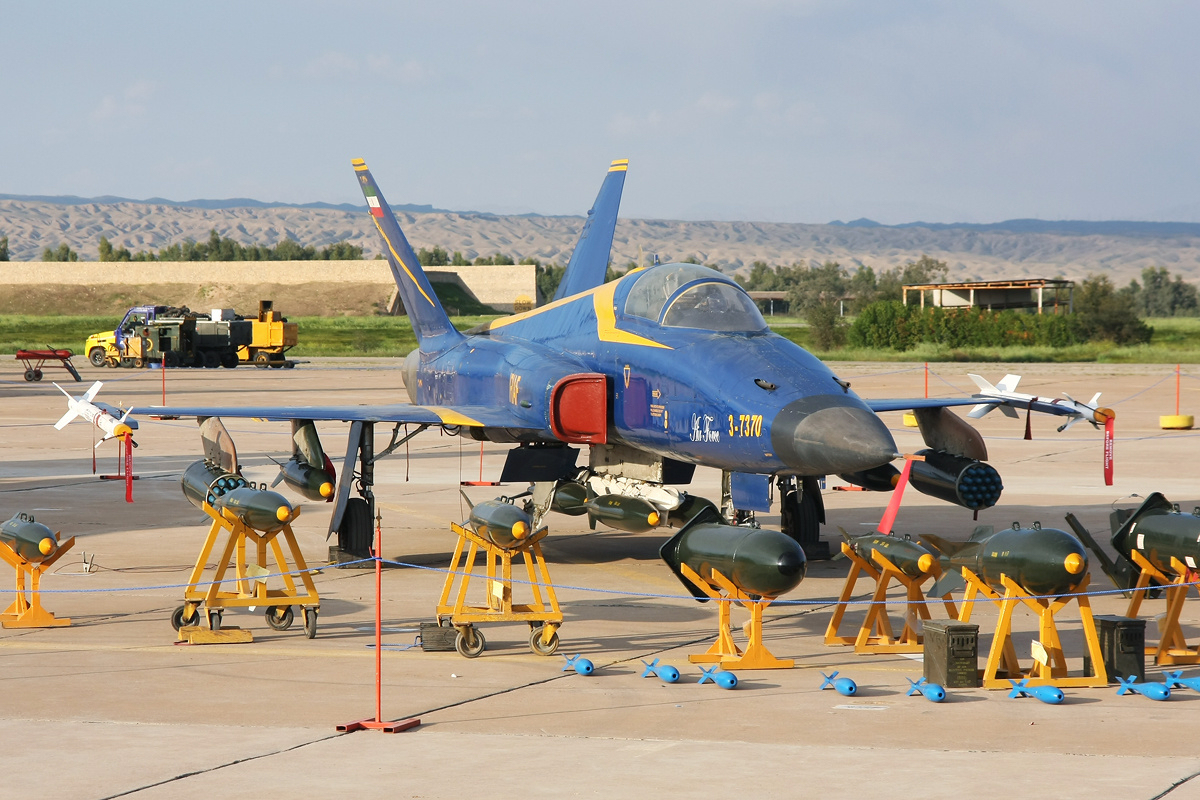
自製閃電80戰鬥機
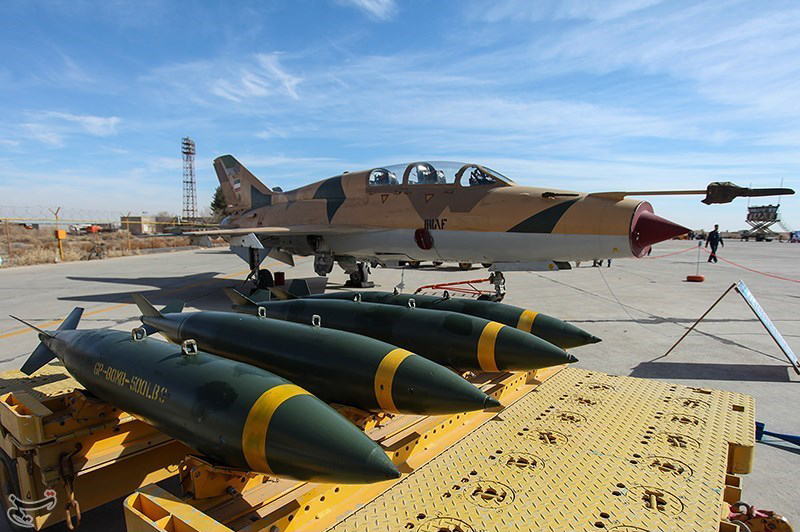
伊朗的殲7佩掛的衛星導引炸彈
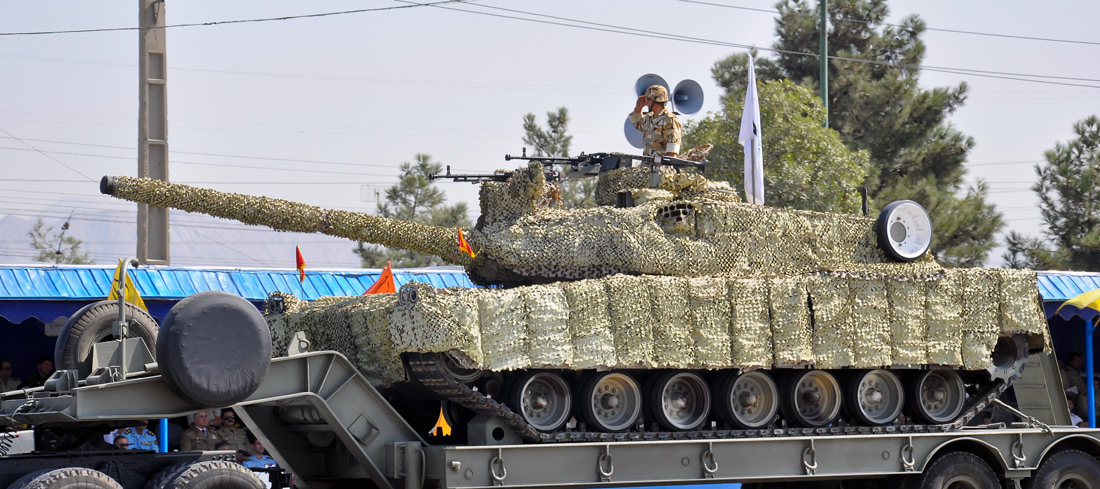
伊朗自製的佐勒菲卡尔三型主战坦克
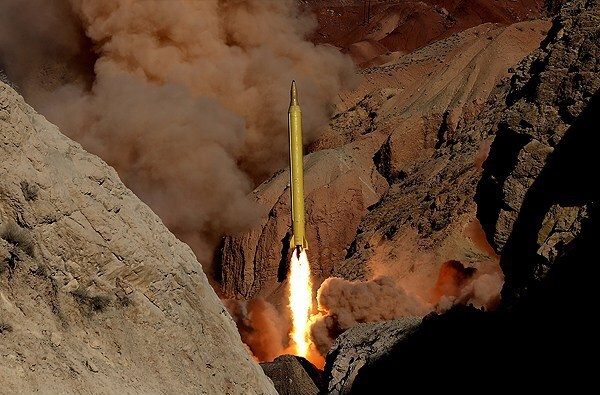
2016年中程導彈試射
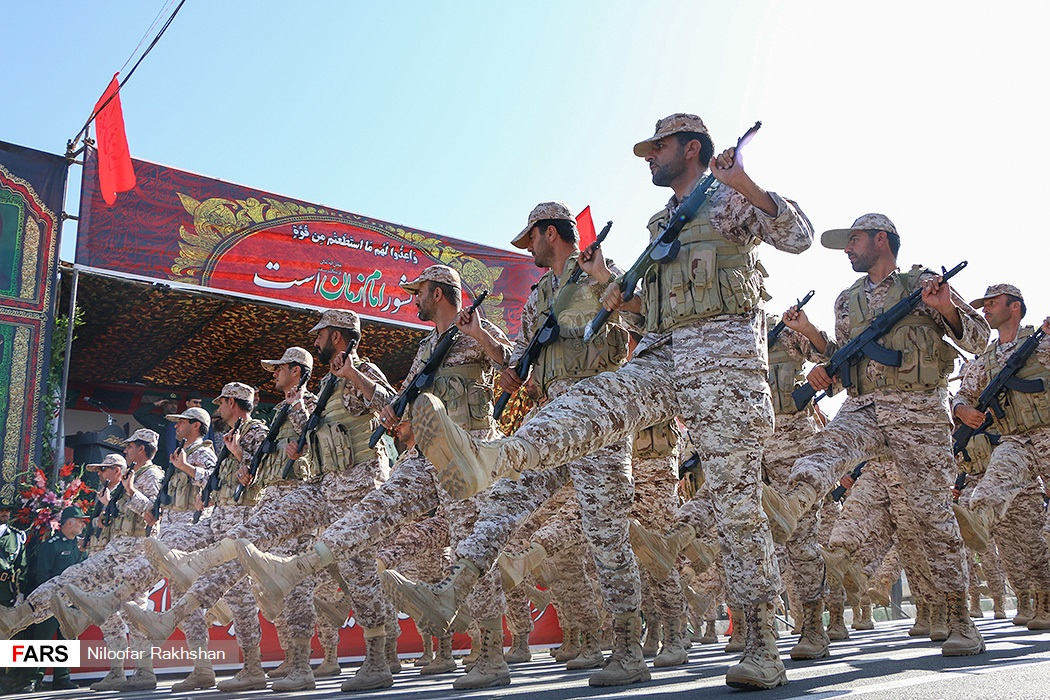
2019年閱兵